# 弗朗西斯科·马西亚斯·恩圭马
弗朗西斯科·马西亚斯·恩圭马（西班牙語：Francisco Macías Nguema，1924年1月1日—1979年9月29日）后更名为非洲化的马西埃·恩圭马·比约戈·涅格·恩东，原名梅茨姆·恩圭馬（Mez-m Ngueme），赤道幾內亞政治家、獨裁者、總統。

## 生平
出身芳族。赤道幾內亞還是西班牙殖民地的時期，他曾三次参加殖民当局组织的公务员选拔考试，但均未通过。不过最终他还是成为了殖民当局的一名法庭翻译。早年的马西埃并没有表露出明显的反西班牙情绪，甚至为了取悦殖民当局，将自己的姓名改为西班牙化的“弗朗西斯科·马西埃·恩圭马”。1961年，西班牙独裁者佛朗哥上台25周年之际，他还作为当地庆祝代表团的一员前往马德里。其后他一路升迁，后来还成为殖民地议会的议员。在议员任内，马西埃·恩圭马曾公开发表过“语无伦次的纳粹悼词”，称希特勒原本想要解放非洲，但后来错误地对欧洲国家发动战争。
1968年，在赤道几内亚迄今为止唯一一次自由选举中，马西埃·恩圭马被選為總統。外交上，他與蘇聯阵营的共產主義國家保持緊密的關係，自称在赤道几内亚建设“社会主义”；但他也曾威胁扣押提供给安哥拉人民解放运动的武器，作为向东方集团索要资金的筹码。另一方面，他嚴格限制國民與外界世界接觸，將赤道幾內亞全國封閉起來。上台后，他对赤道几内亚的西班牙侨民展开了大规模迫害，迫使西班牙展开了撤侨行动。他还大肆迫害政敌，甚至连手下政府官员也不能幸免；1969年3月，外交部长阿塔納西奧·恩東戈·米約內因发动政变失败，马西埃·恩圭马以叛国罪逮捕并处决了他，並将他扔出窗外。由于经常滥杀政府官员，在马西埃·恩圭马执政后期，赤道几内亚的政府已经几近瘫痪。
1970年，他下令禁止在野黨成立，自任該國唯一合法政黨——全國統一勞動黨的主席。1972年宣佈就任終身總統。1973年，將總統擁有絕對權力寫入憲法，鞏固自己的獨裁體制，並實施個人崇拜，自封为“赤道几内亚的唯一奇迹”（Milagro Único de Guinea Ecuatorial）。由於施行恐怖統治，對國內反體制的國民進行清洗，許多國民流亡國外。此外恩圭馬還實行愚民政策，关闭圖書館，禁止报纸、杂志出版，1974年赤道几内亚所有學校均關閉。1974年和1975年，恩圭馬两次禁止所有宗教活动。他还自封为神，向国民宣传“上帝因马西埃而创造了赤道几内亚”，甚至将国家格言一神教化改为“除马西埃·恩圭马外，別無他神”。在他的统治下，赤道几内亚被形容如同纳粹集中营般的存在。恩圭馬時期政府無任何预算用於教育、卫生、基础设施等方面，且所有國家的外汇收入均进入恩圭马的个人账户。1976年關閉所有銀行。
执政后期，马西埃极少前往首都，而是长期住在家乡蒙戈莫村的一座坚固的别墅里。这座别墅拥有军事掩体以及一座附属监狱，马西埃还曾亲自杀害犯人。1979年，马西埃·恩圭马下令处决了几名自己的亲属，这使得政权核心层人人自危。1979年8月3日，恩圭马被侄兒特奥多罗·奥比昂·恩圭马·姆巴索戈發動政變（1979年赤道幾內亞政變）推翻，遭到逮捕。由于大规模的处决和愚民政策使该国找不到任何可用的法官，奥比昂雇佣西班牙法官审判他的罪行，西班牙以他患有精神病为由一审判处其无期徒刑，奥比昂不满判决推翻无期徒刑的判决。9月24日，軍事法庭以種族滅絕、屠殺、侵吞公款、違反人權、叛國等十項罪名，二審判處其死刑並立即槍決。奥比昂派遣摩洛哥皇家卫队执行对马西埃的枪决。
其妻1979年11月帶領三名子女流亡朝鲜民主主义人民共和国，獲得朝鲜民主主义人民共和国主席金日成的庇護。他的三名子女此后都在北朝鮮生活成长，因此均会讲流利的朝鲜语。其女莫妮卡·马西亚斯1995年至2017年间曾定居大韩民国，著有自傳《我是平壤的莫妮卡》。
许多研究和资料表明，马西埃·恩圭马极有可能是一名精神病人，这可能与他不幸的童年有关。在就任总统后，马西埃·恩圭马曾赴西班牙巴塞罗那治疗精神病，但从他日后的表现来看，治疗很可能是无效的。另外，马西埃还被指吸食大麻以及滥用其它精神药品。据马西埃的仆人描述，在马西埃人生最后几年，他经常在别墅附近游荡，口中念着死于自己统治的受害者的名字，并以部族传统仪式祭奠受害者，甚至曾经一个人为八名受害者摆下宴席，并与死者“交谈”。